# Fluorouracil
5-fluorouracilul (5-FU) este un agent chimioterapic utilizat în tratamentul unor cancere. Calea de administrare disponibilă este cea intravenoasă.
Molecula a fost patentată în 1956 și a fost aprobată pentru uz medical în anul 1962. Se află pe lista medicamentelor esențiale ale Organizației Mondiale a Sănătății.

## Utilizări medicale
Fluorouracilul este utilizat în tratamentul următoarelor forme de cancer:
- cancer colorectal metastatic
- cancer gastric, pancreatic și esofagian
- cancer mamar avansat sau metastatic
- cancer de cap și gât
- cancer cervical
- cancer renal
- carcinom cu celule scuamoase avansat local

## Mecanism de acțiune
Fluorouracilul este un analog fluorurat de uracil și acționează ca antimetabolit. Este metabolizat intracelular la dezoxinucleotida activă și interferă cu sinteza moleculei de ADN prin  blocarea  conversiei  acidului dezoxiuridilic  la acid timidilic de către o enzimă celulară denumită timidilat-sintetază (TS).